# Triệu Vân
Triệu Vân (chữ Hán: 趙雲, bính âm: Zhào Yún; (169- 229), tự Tử Long,là danh tướng thời kỳ cuối nhà Đông Hán và thời Tam Quốc trong lịch sử Trung Quốc. Ông là công thần khai quốc nhà Thục Hán, là một vị tướng võ nghệ dũng mãnh, có mưu lược và tận trung vì nước, được binh sĩ Thục Hán ca ngợi là "Hổ uy tướng quân".
Ông thường được dân gian xem là nhân vật đứng thứ ba trong Ngũ hổ tướng (chức danh hư cấu trong tiểu thuyết), sau Quan Vũ, Trương Phi và trên Mã Siêu, Hoàng Trung. Tuy nhiên, cuốn sử Tam Quốc Chí sử gia Trần Thọ lại xếp Triệu Vân cuối cùng trong "Quan Trương Mã Hoàng Triệu truyện" dựa trên thực tế là sau khi Lưu Bị lên ngôi vương, Triệu Vân chỉ được phong làm Dực quân tướng quân, địa vị và chức tước đứng sau bốn người kia khi Lưu Thiện truy phong tước hầu cho 4 vị tướng Quan - Trương - Mã - Hoàng, Triệu Vân cũng không ở trong số đó (nhờ các tướng lĩnh dâng sớ, tới năm sau thì ông mới được truy phong tước hầu)
Chiến tích nổi bật nhất của Triệu Vân là từng 2 lần xông pha cứu được ấu chúa Lưu Thiện. Là vị tướng có tài năng xuất chúng và tấm lòng tận trung nên ông luôn được triều đình Thục Hán tin tưởng. Chức vụ của ông tuy không cao bằng 4 tướng kia, nhưng ông lại có được vinh dự mà nhiều tướng lĩnh khác không có được, đó là được phong làm "Trung hộ quân". Đây là chức vụ thống lĩnh cấm quân bảo vệ nơi ở của nhà vua, chỉ có những tướng lĩnh vô cùng được tin tưởng mới được giao cho trọng trách này (nhưng cũng vì phải ở hậu phương bảo vệ hoàng đế nên cơ hội lập công trên chiến trường của Triệu Vân cũng ít đi rất nhiều).
Người đời sau đánh giá rất cao tài năng và tấm lòng trung nghĩa của ông. Triệu Vân và Quan Vũ là 2 vị võ tướng duy nhất trong thời Tam quốc có vinh dự được thờ cúng tại Lịch đại Đế Vương miếu (được nhà Minh, nhà Thanh xây dựng, trong đó thờ 40 quan văn và 40 võ tướng được đánh giá là tài năng và tận trung nhất qua các triều đại Trung Hoa).
Trong tiểu thuyết Tam quốc diễn nghĩa của La Quán Trung, Triệu Vân được mô tả với ngoại hình khoác áo bào trắng, cưỡi ngựa trắng và là cận vệ của Lưu Bị, thực ra mô tả "toàn màu trắng" này được lấy cảm hứng từ Trần Đáo, người chỉ huy đội quân thân vệ Bạch Nhị dưới trướng Lưu Bị. Cuộc đời Triệu Vân đã trải qua chinh chiến gần 40 năm, lập nên nhiều chiến tích lẫy lừng, lại 2 lần cứu được ấu chúa, nên được tôn xưng là "Thường thắng tướng quân".

## Cuộc đời và sự nghiệp trong chính sử
Những ghi chép về Triệu Vân chủ yếu nằm trong tiểu sử của ông trong Tam quốc chí do sử gia Trần Thọ biên soạn vào thế kỷ thứ 3. Triệu Vân truyện nằm trong quyển 6 của Thục thư, gồm Quan Trương Mã Hoàng Triệu truyện.
Sử gia Trần Thọ là người nghiêm cẩn, Tam quốc chí lại viết theo lối giản lược đương thời nên ông đã lược bỏ khá nhiều tài liệu mà ông cho là không đáng tin cậy hoặc không cần thiết vì thế Triệu Vân truyện tương đối giản lược, chỉ có 346 hán tự. Vào thế kỷ thứ 5, Bùi Tùng Chi chú giải Tam quốc chí, viết thêm vào những trích dẫn từ những nguồn khác như Triệu Vân Biệt truyện (趙雲別傳).
Ngoài ra Triệu Vân còn có Thanh Công Kiếm do cha để lại

### Thời trẻ
Triệu Vân sinh tại huyện Chính Định thuộc quận Thường Sơn (nay là huyện Chính Định, tỉnh Hà Bắc, phía bắc Trung Quốc). Ông được cho là có ngoại hình hùng dũng, uy phong.
Trong Biệt truyện của Trương Thức có truyện viết về Triệu Vân, gọi là ''Vân Biệt truyện", ghi rằng: "Vân mình cao tám thước, tư nhan hùng vĩ". Tam quốc chí (Bùi Tùng Chi chú giải) trích dẫn lại lời miêu tả này. Nhà văn La Quán Trung dựa vào đó viết trong tiểu thuyết Tam Quốc Diễn Nghĩa rằng Vân "cao tám thước, mày rậm, mắt to, mặt rộng, má bầu, uy phong lẫm liệt".

#### Theo Công Tôn Toản
Trong quận có loạn, kêu gọi trai tráng, Triệu Vân chiêu mộ quân lính rồi đến xin gia nhập Công Tôn Toản. Lúc đó Viên Thiệu đoạt Ký châu của Hàn Phức (năm 191), tự xưng Ký Châu mục, nhiều người đến quy phục Thiệu, khiến Toản rất lo lắng.
Công Tôn Toản thấy Triệu Vân không đi theo Viên Thiệu mà lại đến chỗ mình, mới nói đùa rằng: "Nghe nói người ở quý châu đều đến với họ Viên, chỉ một mình ngươi đổi ý, tỉnh ngộ mà bỏ lối mê đấy ư?"
Vân đáp rằng thiên hạ đang loạn lạc, người tốt kẻ xấu khó phân biệt, dân chúng thống khổ, ai cũng mong theo về với bậc chính nhân, thế nên mới đến chỗ Toản. Triệu Vân theo Công Tôn Toản chinh chiến, trong đó có những trận đụng độ với Viên Thiệu.
Trong tiểu thuyết Tam Quốc Diễn Nghĩa, nhà văn La Quán Trung đã hư cấu ra câu chuyện nhân vật Triệu Vân giúp Công Tôn Toản đánh thắng Viên Thiệu, đâm chết nhân vật Khúc Nghĩa. Trong khi đó sử sách ghi rằng Khúc Nghĩa giúp Viên Thiệu đánh thắng Công Tôn Toản ở trận Giới Kiều, sau cậy có công mà kiêu ngạo nên bị Thiệu giết.

#### Gặp gỡ Lưu Bị
Lưu Bị vốn là bạn học của Công Tôn Toản, xem như anh trai lúc này cũng nương nhờ Toản. Lưu Bị gặp Triệu Vân, rất quý mến ông và kết giao.
Năm 193, Công Tôn Toản giao tranh với Viên Thiệu, cử Điền Khải đi làm thứ sử Thanh châu để chống Viên Thiệu và sai Lưu Bị đi giúp Điền Khải. Triệu Vân cũng được cử đi tháp tùng.
Anh trai của Triệu Vân qua đời, ông cáo từ Công Tôn Toản về quê để tang. Lưu Bị nghĩ Triệu Vân sẽ không trở lại, nắm chặt tay Vân, không nỡ rời xa. Vân nói: "Sẽ không quên ân đức này".

### Phò tá Lưu Bị
Năm 194, Công Tôn Toản sai Lưu Bị đi cứu Đào Khiêm. Khiêm tuổi già sức yếu, trước khi chết đã tiến cử Lưu Bị làm Từ Châu mục. Trong những năm tiếp theo, Lưu Bị tranh chấp Từ châu với Lã Bố và Tào Tháo.
Năm 199, Công Tôn Toản bị Viên Thiệu tiêu diệt, Thiệu chiếm cứ U châu.
Năm 200, Tào Tháo đánh lấy Từ châu, Quan Vũ tạm nương nhờ Tào Tháo, Lưu Bị và Trương Phi thua chạy mỗi người một ngả. Lưu Bị chạy đến Thanh châu nương nhờ Viên Đàm, Đàm đưa Bị đến chỗ Viên Thiệu. Thiệu thân ra khỏi Nghiệp thành 20 dặm đón Bị, đối xử rất tốt.

#### Tập hợp lực lượng
Triệu Vân biết tin, đến Nghiệp thành tìm Lưu Bị. Hai người ngủ chung một giường. Triệu Vân theo lệnh của Lưu Bị, ngầm chiêu tập binh mã được vài trăm người, Viên Thiệu không hay biết.
Ít lâu sau Viên Thiệu và Tào Tháo đánh lớn, Lưu Bị bỏ Viên Thiệu chạy về phía nam, gặp lại được Quan Vũ và Trương Phi, cùng về Kinh châu theo Lưu Biểu. Triệu Vân theo đi.
Trong tiểu thuyết Tam Quốc Diễn Nghĩa của nhà văn La Quán Trung, nhân vật Triệu Vân và Lưu Bị chưa gặp lại nhau khi Lưu Bị còn ở chỗ Viên Thiệu. Hai người gặp lại nhau sau khi anh em Lưu Bị đã đoàn tụ sau thất bại Từ châu.

#### Trận Bác Vọng
Khoảng trước năm 204, Triệu Vân theo Lưu Bị khởi binh từ Tân Dã đi đánh Tào Tháo, qua Nam Dương và Bác Vọng, Trường Sơn (tức núi Phương Thành), sau đó đến huyện Diệp ở phía tây nam Hứa Xương. Tướng Tào trấn thủ huyện Diệp là Hạ Hầu Đôn, Vu Cấm và Lý Điển. Lưu Bị đánh huyện Diệp không nổi phải rút lui.
Hạ Hầu Đôn mang quân truy kích, Lưu Bị đặt phục binh ở gò Bác Vọng. Triệu Vân tham chiến cùng Lưu Bị đánh bại Hạ Hầu Đôn và Vu Cấm, bắt sống bộ tướng của Đôn là Hạ Hầu Lan. Hạ Hầu Đôn phải lui binh, còn Lưu Bị cũng không truy kích tiếp, rút về Tân Dã.
Trong tiểu thuyết Tam Quốc Diễn Nghĩa, nhà văn La Quán Trung đã hư cấu ra việc trận Bác Vọng có nhân vật Gia Cát Lượng tham gia với tư cách quân sư, dàn trận và bày mưu kế.
Hạ Hầu Lan vốn là người cùng làng với Triệu Vân, từ nhỏ là bạn ông, vì vậy ông xin với Lưu Bị tha chết cho Lan. Lưu Bị đồng ý. Triệu Vân tuy vì bạn xin hộ nhưng không coi Hạ Hầu Lan là người thân tín, mà nói rõ cho Lan biết nguyên tắc tiến cử việc trong quân. Mọi người đều xem trọng ông là người suy xét thận trọng.

#### Bảo vệ gia quyến Lưu Bị
Năm 208, Tào Tháo mang quân đánh chiếm Kinh châu. Lưu Bị giao tranh với quân Tào Tháo ở Đương Dương, Trường Bản bị thua, bỏ chạy về phía nam. Quân dân Lưu Bị chạy tan tác.
Trong lúc đó Triệu Vân cầm cánh quân hộ tống gia quyến Lưu Bị, ông bèn lệnh cho những người còn lại rút về nam theo Lưu Bị, còn một mình tự xông pha trận địa để tìm gia quyến Lưu Bị. Em họ Tào Tháo là Tào Thuần thống lĩnh quân Hổ báo kỵ truy kích Lưu Bị ở Trường Bản, bắt được gia quyến Lưu Bị, trong đó có 2 phu nhân. Hai con gái của Lưu Bị cũng bị Tào Thuần và Hổ Báo Kỵ bắt. Các sử gia xác định rất có thể trong đó có Cam phu nhân, nhưng ngay sau đó trong quá trình quân Tào áp giải chưa về tới trại Tào thì Triệu Vân đột kích vòng vây tới giải cứu. Cam phu nhân và A Đẩu (con trai Lưu Bị) được Triệu Vân cứu thoát ra ngoài
Trong lúc hoảng loạn nhiều người nói Triệu Vân đã bỏ sang hàng Tào, nhưng Lưu Bị nói rằng Triệu Vân sẽ không bao giờ phản bội. Khi Triệu Vân đem con trai Lưu Bị đến, Bị vô cùng cảm kích, còn những người nghĩ sai về ông rất xấu hổ.

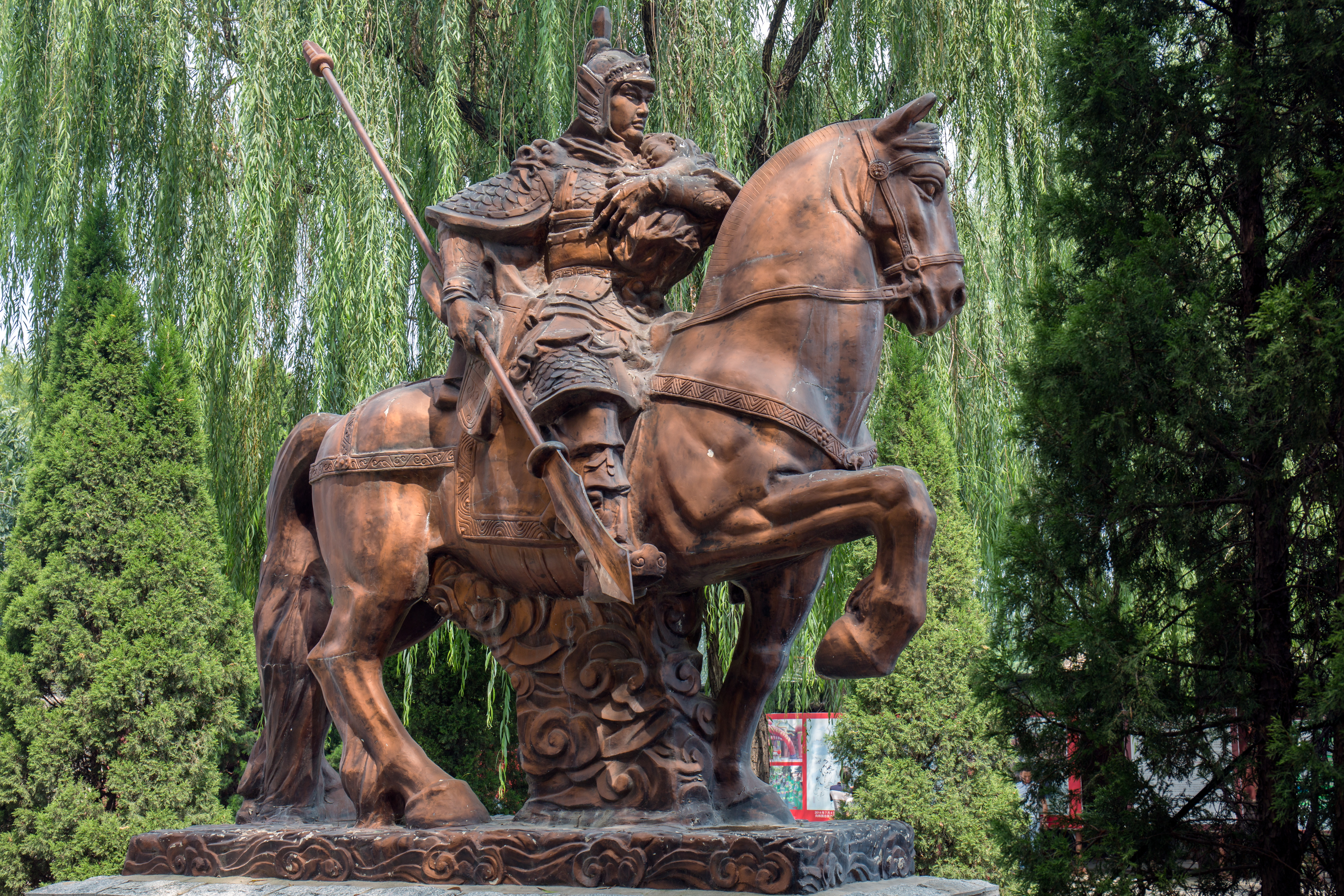
Tượng Triệu Vân bế A Đẩu phá vòng vây của quân Tào Tháo

Sử sách không ghi cụ thể Triệu Vân đã giao chiến với quân Tào Tháo ra sao. Còn trong tiểu thuyết Tam quốc diễn nghĩa, nhà văn La Quán Trung mô tả sự kiện này rất kịch tính và hấp dẫn: Triệu Vân uy dũng vô song, ôm theo A Đẩu, một thương một ngựa liều mình xông pha trong đám quân Tào Tháo, dễ dàng đâm chết rất nhiều tướng Tào (đa phần là nhân vật hư cấu).
Triệu Vân được phong làm Nha môn tướng quân. Ông cùng các tướng của Lưu Bị tham gia liên minh với Tôn Quyền chống Tào Tháo, đánh bại Tào Tháo ở trận Xích Bích, sau đó đánh chiếm các quận phía nam Kinh châu. Ông được giao giữ chức Thái thú quận Quế Dương thay hàng tướng Triệu Phạm.
Triệu Phạm có người chị dâu họ Phàn, ở goá 3 năm, rất xinh đẹp, muốn gả cho Triệu Vân, nhưng ông không đồng ý. Sau này Triệu Phạm bỏ trốn, Triệu Vân không bị liên lụy vì việc đó.
Năm 213, Lưu Bị mang quân vào đánh Ích châu. Tôn phu nhân vợ mới của Lưu Bị là em gái Tôn Quyền thường tự ý dắt lính tráng theo hầu diễu võ dương oai, phạm vào pháp luật. Lưu Bị tin cậy Triệu Vân, bèn giao ông giữ chức Tư mã ở Kinh châu, quản lý việc trong cung.
Tôn Quyền nghe tin Lưu Bị đi vắng, bèn phái một đội thuyền đến Kinh châu đón em gái về. Tôn phu nhân muốn mang theo con Lưu Bị là Lưu Thiện lúc đó mới 7 tuổi, về theo. Triệu Vân nghe tin, vội cùng Trương Phi mang quân ra chặn sông, khuyên Tôn phu nhân ở lại nhưng Tôn phu nhân không nghe. Hai tướng đành để Tôn phu nhân đi, nhưng buộc phu nhân để lại Lưu Thiện.

#### Vào Tây Xuyên giúp Lưu Bị
Năm 214, Lưu Bị trở mặt đánh Lưu Chương. Việc chiếm Ích châu gặp khó khăn, Lưu Bị phải quay về ải Hà Manh. Triệu Vân được lệnh cùng Trương Phi, Gia Cát Lượng mang quân vào Tây Xuyên trợ chiến. Ông cùng Gia Cát Lượng và Trương Phi đánh về phía tây, bình định các huyện. Khi đến Giang châu, Triệu Vân từ Mân Giang tiến lên Giang Dương rồi vào hội binh với Gia Cát Lượng ở Thành Đô.
Sau khi chiếm được Giang châu, Trương Phi cùng Gia Cát Lượng đi theo đường phía bắc, còn Triệu Vân cầm cánh quân đi theo đường phía nam, cùng hội ở Lạc Thành. Ông theo đường phía tây nam xuống chiếm Giang Dương, tiến vào quận Kiện Vi, rồi lên phía bắc qua Nội Giang, Tư Trung, Giản Dương. Sau đó Triệu Vân hội binh với Trương Phi và Gia Cát Lượng cùng giúp Lưu Bị đánh hạ Lạc Thành.
Lưu Chương đầu hàng. Lưu Bị giành được Tây Xuyên, Triệu Vân được phong làm Dực quân tướng quân. Nhiều người kiến nghị chia nhà cửa, ruộng vườn ở Thành Đô làm phần thưởng cho các tướng. Triệu Vân phản đối, ông nói:
Xưa kia Hoắc Khứ Bệnh diệt Hung Nô mà nhà cửa không có. Nay quốc tặc không như Hung Nô, chúng ta không nên tham sự yên ổn. Đợi đến khi bình định được thiên hạ, chúng ta ai nấy trở về trồng dâu cấy lúa trên đất của mình, thế mới phải. Trăm họ Ích châu vừa trải qua loạn lạc, ruộng vườn nên trả cho họ cày cấy làm ăn. Như thế chúng ta mới làm họ yên lòng và mới trưng dụng được sức người sức của họ được
Lưu Bị nghe theo, nhờ vậy Ích châu được ổn định dưới chính quyền mới.

#### Đánh lui quân Tào, lập công ở Hán Thủy
Năm 219, Lưu Bị mang quân đánh sang Hán Trung mà Tào Tháo vừa chiếm của Trương Lỗ. Trận đầu này. Hoàng Trung đánh bại giết chết tướng Tào là Hạ Hầu Uyên. Tào Tháo khởi 20 vạn quân sang Đông Xuyên, vận theo rất nhiều lương thảo dưới chân núi Bắc Sơn.
Hoàng Trung cho rằng có thể đánh cướp lấy lương thực của Tào Tháo, bèn mang quân đánh. Quá thời gian định ước với nhau và chưa thấy Hoàng Trung trở về, Triệu Vân bèn mang vài chục kị binh đi thám thính, đúng lúc chạm trán với quân Tào cứu được Hoàng Trung. Tào Tháo ở Dương Bình biết tin, liền xuất đại quân ra vây hãm. Gặp quân Tào đông đảo nhưng Triệu Vân không sợ hãi mà xông trước trận, cùng các kị binh phá vỡ vòng vây. Quân Tào khiếp sợ không dám lại gần, Triệu Vân vừa đánh vừa lui. Quân Tào thấy Triệu Vân ít người, ào ào đuổi theo, Triệu Vân cố sức đánh tan nhiều đợt truy kích của quân Tào, ngoảnh lại thấy bộ tướng Trương Trứ còn mắc trong vòng vây, lại đánh vào trong hàng ngũ quân Tào, cứu được Trương Trứ cùng thoát ra, trở về trại.
Trong trại quân Thục, Miêu dương trưởng là Trương Ký thấy quân Tào đánh đến trại, đề nghị đóng chặt cổng lại để thế thủ, nhưng Triệu Vân không nghe theo mà dùng "Không trại kế". Ông đề nghị mở toang cổng trại, lệnh cho quân sĩ im hơi lặng tiếng. Tào Tháo đuổi đến nơi, thấy trại quân Thục không cờ không trống, nghi là có phục binh nên rục rịch rút về. Quân Tào vừa quay lưng, Triệu Vân lập tức truyền lệnh, quân Thục nhất loạt bắn tên ra, còn Triệu Vân hạ lệnh thúc trống, thổi tù và ầm ĩ. Quân Tào sợ bị đuổi riết vội xô nhau chạy một mạch tới bờ sông Hán Thủy, dẫm đạp lên nhau, bị rơi xuống sông chết khá nhiều.
Hôm sau, Lưu Bị đến tận nơi, hết lời khen ngợi ông là "một thân toàn đảm". Từ đó trong quân gọi ông là "Hổ uy tướng quân".

#### Can gián đánh Ngô
Tôn Quyền tập kích Kinh châu, Quan Vũ bị bắt và bị sát hại. Lưu Bị giận dữ khởi đại quân đi báo thù. Triệu Vân khuyên Lưu Bị:
Giặc nước là Tào Tháo chứ không phải Tôn Quyền. Hơn nữa, nếu diệt được Tào Tháo, Tôn Quyền ắt phải thần phục. Hiện nay tuy Tào Tháo đã chết, nhưng con là Tào Phi lại cướp ngôi nhà Hán. Chúng ta hãy thuận theo lòng dân hãy chiếm lấy Quan Trung, giữ chặt vùng thượng du Vị Thủy, Hoàng Hà mà thảo phạt nghịch tặc. Như vậy các nghĩa sĩ ở Quan Đông sẽ kéo nhau đến tiếp vương sư. Nay ta gạt Ngụy sang một bên để đánh Ngô, chỉ sợ vừa mới đánh nhau đã không sao rút ra nổi
Lưu Bị không nghe theo, thân chinh khởi binh đánh Ngô, để Triệu Vân ở lại giữ Hán Trung. Năm 222, Lưu Bị đại bại ở Hào Đình, Triệu Vân mang quân đến Vĩnh An tiếp ứng đón rước, quân Ngô lui về.
Trong tiểu thuyết Tam Quốc Diễn Nghĩa, nhà văn La Quán Trung đã hư cấu ra chiến tích không có thật của nhân vật Triệu Vân ở Di Lăng (năm 222): đâm chết tướng Chu Nhiên của Đông Ngô. Trên thực tế Chu Nhiên trở thành Đại đô đốc Đông Ngô năm 245, đến năm 249 mới mất (còn Triệu Vân đã mất từ năm 229).

### Thời Lưu Thiện
Lưu Bị mất, ông tiếp tục phục vụ Lưu Thiện. Năm 223, Triệu Vân được Lưu Thiện phong làm Trung hộ quân, Chinh nam tướng quân, Vĩnh Xương đình hầu, sau đó thăng lên Trấn đông tướng quân.
Năm 227, Triệu Vân cùng thừa tướng Gia Cát Lượng tập kết quân đội ở Hán Trung chuẩn bị đánh Ngụy. Triệu Vân khi đó đã 60 tuổi vẫn đích thân xuất chinh ra trận nhằm thể hiện lòng trung với nước.
Năm 228, Gia Cát Lượng ra quân, Triệu Vân được cử đi cùng Đặng Chi mang ít quân ra Tà Cốc, còn mình khởi đại quân ra Kỳ Sơn. Trong lúc Nhai Đình thất thủ khiến Gia Cát Lượng phải lui đại quân về Hán Trung thì Triệu Vân và Đặng Chi cũng chỉ có ít quân. Ông thấy lực lượng của mình quá ít, không thể đọ lại quân Nguỵ đông hơn nhiều nên bèn dùng kế nghi binh cố thủ, sau đó quả nhiên quân Tào Chân kéo đến tấn công Cơ Cốc, quân Thục dần lui về. Triệu Vân đi chặn hậu, quân Thục rút lui có kỷ luật nên không bị tổn hại nhiều.
Trong tiểu thuyết Tam Quốc Diễn Nghĩa, nhà văn La Quán Trung đã hư cấu ra câu chuyện nhân vật Triệu Vân tuổi già vẫn một mình chiến đấu tay đôi với tướng Ngụy là Hàn Đức, lần lượt đâm chết bốn con trai của Hàn Đức trước khi giết nốt ông ta (tất cả đều là nhân vật hư cấu).
Về nước, ông bị giáng chức thành Định quân tướng quân. Gia Cát Lượng thấy ông không để tổn thất quân sĩ, cho phép ông lấy vải vóc để thưởng cho quân, nhưng ông từ chối vì đội quân của ông đã phải rút về nên không đáng nhận thưởng.
Vân biệt truyện viết: Gia Cát Lượng nói: “Việc rút quân ở Nhai Đình, binh tướng ta chẳng ai không bị thiệt hại, việc lui quân ở Cơ Cốc, binh tướng ở đấy chẳng mấy tổn thất, sao vậy?” Đặng Chi thưa rằng: “Vân tự thân đi đoạn hậu, quân tư trang vật dụng, đều không bỏ sót, binh tướng được vô sự nên không tổn thất gì.” Vân lấy được nhiều quân tư trang và vải lụa thừa, Gia Cát Lượng sai đem những vật ấy ban cho tướng sỹ của Vân, Vân nói rằng: “Việc quân đã bất lợi, sao có thể nhận phần thưởng được? Xin đưa hết những vật phẩm ấy vào phủ khố ở Xích ngạn, đợi đến tháng 10 sang Đông giá rét mà ban thưởng”. Gia Cát Lượng rất lấy làm phải và nghe theo.

### Qua đời

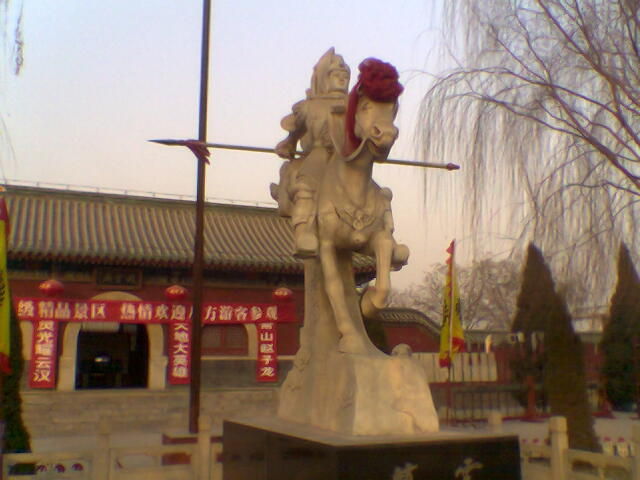
Miếu thờ và tượng Triệu Vân tại Chính Định, Hà Bắc, Trung Quốc

Năm 229, Triệu Vân bị bệnh mất ở Hán Trung, quân sĩ nước Thục vô cùng nuối tiếc. Mãi tới năm 260, Lưu Thiện mới truy phong cho các tướng đã quá cố, thì 4 vị Quan Vũ, Trương Phi, Mã Siêu và Hoàng Trung đều được truy tặng tước hầu, chỉ có Triệu Vân không ở trong số đó.
Đại tướng quân Khương Duy và một số tướng lĩnh tỏ ra bất bình với Lưu Thiện về việc này, đề nghị phải truy phong cho ông. Sang năm 261, Lưu Thiện mới truy phong ông làm "Thuận Bình hầu" (順平侯).

#### Hậu duệ
Triệu Vân có hai người con trai là Triệu Thống và Triệu Quảng. Chính sử không ghi chép nhiều về con trưởng của ông. Riêng người con thứ thì trở thành thuộc cấp của Khương Duy và chết tại trận Đạp Trung. Có một nhánh con cháu là theo Lưu Thiện dời đến Lạc Dương (Lạc Dương, Hà Nam ngày nay), sau này không rõ thế nào. Ngoài ra ông còn có thêm 1 người con gái là Triệu Tương.
Các câu chuyện dân gian kể rằng ông rất chung tình, có một người vợ tên Mã Vân Lộc. Bà vốn là em gái của Mã Siêu, sau được gả cho Triệu Vân. Không chỉ sở hữu sắc đẹp nghiêng nước nghiêng thành, bà còn thành thạo cưỡi ngựa bắn cung, đặc biệt thương pháp của bà là vô song do được truyền thụ lại từ Mã gia. Không rõ độ xác thực của câu chuyện dân gian này tới đâu vì sử sách không ghi lại.

## Nhận định
Triệu Vân là tướng có uy dũng, ông đánh thắng nhiều trận, lập nhiều công lao cho nhà Thục Hán. Còn trong màn trướng, ông là người chính trực, lâm sự bình tĩnh, một lòng vì nước, rất được lòng mọi người. Trong việc chính sự, Triệu Vân cũng được xem là người có tư duy nhạy bén, suy nghĩ thấu đáo. Triệu Vân biết dùng mưu kế ứng biến nên cầm quân thường dánh chiến thắng, hiếm khi gặp thất bại. Vì là thủ lĩnh Cấm quân bảo vệ Hoàng gia nên cơ hội ra trận của ông ít đi rất nhiều, nhưng nhiều chiến thắng lớn của Lưu Bị vẫn có đóng góp của ông:
- Trận Bác Vọng, cánh quân của ông là quan trọng nhất khi phải thu hút chủ lực của Hạ Hầu Đôn.
- Sau trận Xích Bích, ông phụ trách một cánh quân đánh chiếm các quận phía nam Kinh châu, chiếm được quận Quế Dương.
- Chiến dịch Tây Xuyên, ông chỉ huy đánh chiếm Giang Dương, Nội Giang, Tư Trung, Giản Dương. Cùng quân chủ lực của Lưu Bị hạ Lạc Thành.
- Trận Hán Trung, ông dùng "Không trại kế" đánh bại quân Tào Tháo ở Hán Thủy.
- Trong chiến dịch Bắc phạt lần 1, khi Gia Cát Lượng phải rút quân, cánh quân của ông làm nghi binh, phải đối đầu với quân Tào Chân đông gấp 5 lần nhưng vẫn phòng thủ tốt, bảo vệ được toàn quân rút lui an toàn.

Khi Lưu Bị chiếm được Tây Xuyên, ông kêu gọi các tướng không nên đòi ban thưởng để triều đình có nguồn lực bồi dưỡng sức dân. Về sau ông lại khuyên Lưu Bị không nên đánh Đông Ngô để báo thù cho Quan Vũ, vì kẻ địch nguy hiểm nhất vẫn là Tào Tháo. Những điều này cho thấy ông là một vị tướng không chỉ có võ nghệ xuất chúng mà còn có mưu lược quân sự, tư duy chính trị sâu sắc.
Mao Tôn Cương trong Thánh Thán Ngoại Thư bình luận về việc Triệu Vân khuyên Lưu Bị không nên lấy ruộng đất của dân Tây Xuyên để thưởng cho các tướng (dù nếu làm vậy thì chính bản thân ông cũng có thưởng):
Triệu Vân yêu dân tức là yêu nước. Yêu nước thì không màng đến nhà mình. Trước kia, đánh chiếm Quế Dương, Tử Long đã không xiêu lòng nghĩ đến vợ con. Nay vào Xuyên đã chiến thắng, cũng không nghĩ đến chiếm ruộng làm giàu. Tử Long thật đã có phong độ một bậc đại thần thời cổ, chứ không phải chỉ là một danh tướng mà thôi đâu.
Ông cũng là tấm gương tiêu biểu về lòng trung thành của một vị tướng. Triệu Vân phục vụ nhà Thục Hán suốt hơn 30 năm, một lòng tận trung không đổi, đã từng 2 lần cứu được Hậu chủ Lưu Thiện (1 lần trong trận Trường Bản, 1 lần ngăn chặn được việc Tôn Thượng Hương lén đem ấu chúa về nước Ngô). Trong lịch sử Trung Quốc, ngoài Triệu Vân ra thì có lẽ không còn vị tướng nào từng trực tiếp cứu được Thiên tử tới 2 lần. Vì vậy, Triệu Vân cùng Quan Vũ là 2 vị võ tướng duy nhất trong thời Tam quốc có vinh dự được thờ cúng tại Lịch đại Đế Vương miếu (được nhà Minh, nhà Thanh xây dựng, trong đó thờ 40 quan văn và 40 võ tướng được đánh giá là tài năng và tận trung nhất trong gần 4000 năm lịch sử Trung Quốc).
Chiến tích bế Lưu Thiện, hộ tống Cam phu nhân đột phá vòng vây của quân Tào Tháo trong trận Đương Dương - Trường Bản được coi là điển tích mẫu mực về tấm lòng không màng hiểm nguy, xả thân cứu chúa. Đời sau có thơ khen rằng:
Hồng quang chói lọi cánh rồng bay
Vó ngựa xông pha thoát vòng vây
Bốn mươi hai năm mệnh thiên tử
Là nhờ Tướng quân trổ thần uy.
Thừa tướng, nhà sử học nhà Tống là Tư Mã Quang đã làm thơ ca ngợi chuyện Triệu Vân ở Trường Bản:
Cỏ Đương Dương, cỏ Đương Dương.
Đốm đốm quầng quầng như máu nhuộm.
Cho hỏi năm xưa có tích gì?
Tử Long một trận chém chinh kỳ.
Quân tướng Tào Công hồn bay lạc.
Vượt qua vòng vây cứu ấu quân.
Đến nay máu ấy còn vương vất.
Chẳng gặp anh hùng, uất hận thay!.
Lưu Bị từng có khen Triệu Vân rằng “Tử Long quả thật một thân toàn đảm vậy”, chữ ‘đảm’ có nghĩa là khí phách, lòng dũng cảm. Đây là một nhận xét rất chính xác về con người ông.
Triệu Vân cũng có cung cách sống rất mẫu mực. Trong nhà thì ông sinh hoạt giản dị, không hoang phí xa xỉ, ra ngoài thì cư xử hòa nhã, vào triều thì không gây bè kết phái. Tam Quốc Chí chép: "Triệu Vân chẳng bao giờ nhờ vả người thân gần, mưu tính thận trọng tuỳ từng việc. Tiên chủ vào Ích châu, Vân lĩnh chức Tư mã đốc trách việc giữ quân doanh... Tiên chủ thấy Vân nghiêm nghị cẩn trọng, tác phong đường hoàng, mới giao cho đặc trách chưởng quản nội sự".
Dưới trướng Lưu Bị có 3 võ tướng tài năng đã theo ông từ sớm nhất và tuyệt đối trung thành là Quan Vũ, Trương Phi và Triệu Vân. Nhưng Quan Vũ có nhược điểm là kiêu ngạo, còn Trương Phi có nhược điểm là nóng nảy, cư xử thiếu thân ái với thuộc hạ, và cả hai đều "lấy sở đoản chuốc lấy thất bại" (vẫn trích Tam Quốc Chí). Sau này Lưu Bị có thêm Mã Siêu và Hoàng Trung, nhưng Mã Siêu có nhược điểm là hung hăng thô bạo, còn Hoàng Trung thì từng bỏ chủ cũ mà hàng Lưu Bị. Chỉ có Triệu Vân là không có nhược điểm gì về tính cách, nên dù địa vị và chức tước thấp hơn bốn tướng kia, ông vẫn có thể được xem là võ tướng toàn diện nhất.
Dương Hí bình luận về Triệu Vân như sau:
Chinh Nam khoan dung thận trọng, Chinh Tây gánh vác trung trinh, là kẻ sĩ tinh tuyển một thời, là mãnh tướng mạnh mẽ cương liệt
Vân biệt truyện chép Lưu Thiện viết chiếu khen ông rằng: “Xưa kia Vân theo Tiên đế, trải nhiều khó nhọc. Khi trẫm còn nhỏ dại, bước đường gian nan, nhờ cậy lòng trung, vượt được nỗi hiểm nguy. Ban cho thụy hiệu để tỏ rõ công trạng lớn lao, người ngoài chớ bàn bạc mà dị nghị.” Đại tướng quân Khương Duy bàn rằng: "Triệu Vân trước theo Tiên đế (Lưu Bị), trải nhiều lao khó, sửa sang thiên hạ, tuân thủ phép tắc, công trạng đáng ghi vào sách sử. Trận chiến Đương Dương, nghĩa như vàng đá, tận trung với chúa, vua tưởng nhớ ban thưởng, lễ nghĩa đủ đầy đến kẻ bầy tôi đã quên cả thân mình. Chết vẫn biết rằng, thân danh chẳng nát; sống cảm ân đức, danh chẳng phai mờ. Kính cẩn theo khuôn phép mà xét thụy, nhu thuận hiền hậu ấy là Thuận, làm việc thuận ngôi thứ, khắc chế được tai hoạ, ấy là Bình, ứng theo phép đặt cho thuỵ là Thuận Bình hầu."
Người con trai thứ của Triệu Vân là Triệu Quảng cũng là võ tướng, là thuộc cấp của đại tướng Khương Duy và đã tử trận tại Đạp Trung. Cha con họ Triệu thật xứng đáng với lời khen "trung thần sinh hiếu tử", đều là tấm gương nghĩa sĩ tận trung báo quốc vậy.

## Hình tượng trong tác phẩm văn học

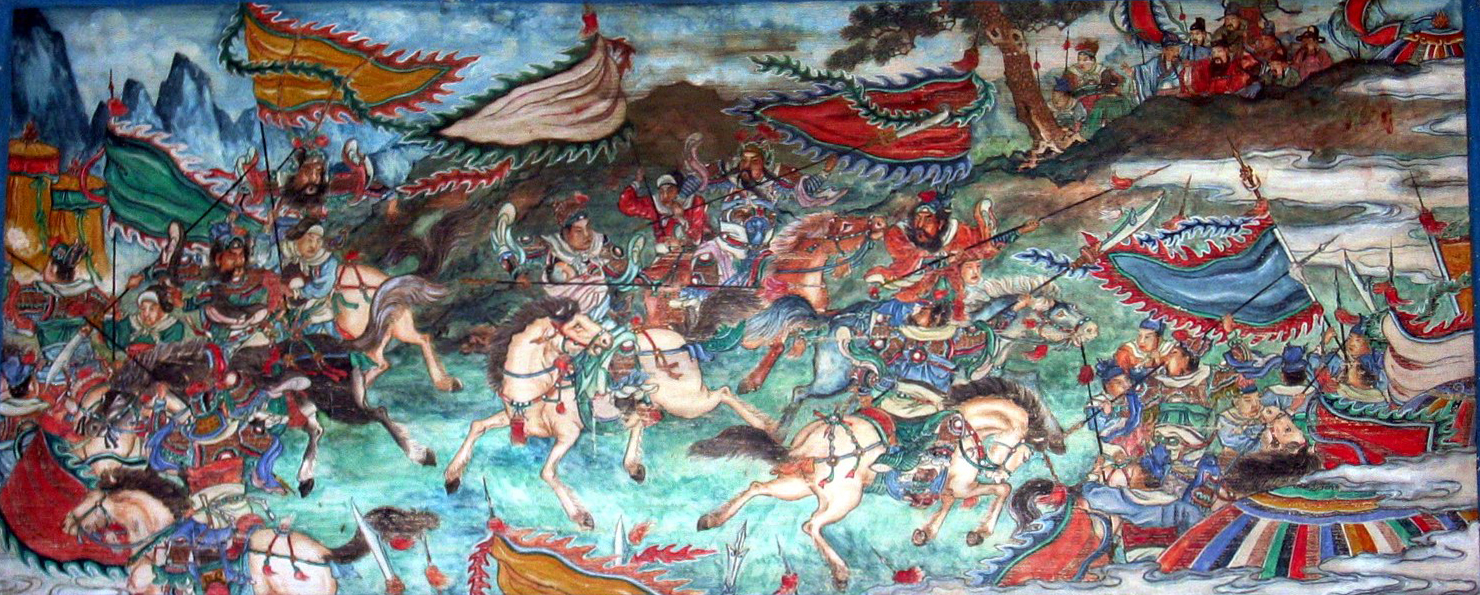
Triệu Vân trong trận Trường Bản

Nhân vật Triệu Vân trong tiểu thuyết Tam quốc diễn nghĩa (thế kỷ 14) của nhà văn La Quán Trung được gộp chung với Trần Đáo. Hình tượng Triệu Vân cưỡi ngựa trắng, mặc áo bào trắng cũng được vay mượn từ Trần Đáo, người chỉ huy quân hộ vệ Bạch Mạo [Nhị] dưới trướng Lưu Bị. Binh khí yêu thích của Triệu Vân là cây giáo bạc Lương Ngân Long Đảm Thương (thực ra sử sách không ghi rõ ngoại hình Triệu Vân cũng như việc ông sử dụng loại binh khí nào)
Nhân vật Triệu Vân được xây dựng như là trợ thủ đắc lực của thừa tướng Gia Cát Lượng. Lượng có mưu trí hô phong hoán vũ, có thể tính toán được hết mọi mưu kế của kẻ địch, còn Triệu Vân là người nhận lệnh đi thi hành, luôn luôn thành công.
Nhân vật Triệu Vân còn được được mệnh danh là một trong "ngũ hổ tướng" của Lưu Bị. Nhưng các sử gia khẳng định Triệu Vân không được đứng ngang hàng với 4 vị tướng kia: Khi Lưu Bị xưng vương đã phong 4 chức vụ quân sự cao nhất cho 4 người: Quan Vũ là Tiền tướng quân, Trương Phi là Hữu tướng quân, Mã Siêu là Tả tướng quân và Hoàng Trung là Hậu tướng quân, còn Triệu Vân chỉ là Dực quân tướng quân đứng dưới 4 người đó, dù xét về công lao và thời gian phục vụ thì Triệu Vân đều hơn Hoàng Trung và Mã Siêu. Điều này gây khó hiểu cho chính các sử gia. Thật ra, dưới quyền Lưu Bị đương thời không có ngũ hổ tướng, khái niệm này do nhà văn La Quán Trung theo truyện dân gian lưu truyền mà đặt ra.
Về tuổi tác Triệu Vân, La Quán Trung nói mang tính ước lệ. Một mặt ông luôn được mô tả là người trẻ trung, các nhà làm phim Tam Quốc diễn nghĩa cũng xếp tuổi ông dưới Lưu Quan Trương và để Lưu Thiện gọi ông là "chú Tư", gương mặt ông trong điện ảnh thời Lưu Bị còn sống luôn thanh niên tráng kiện. Nhưng khi ông theo Gia Cát Lượng ra Kỳ Sơn lần thứ nhất năm 228, La Quán Trung lại nói Triệu Vân đã 70 tuổi; theo đó tính ngược lại thì Triệu Vân còn lớn hơn Lưu Bị 2 tuổi. Do vậy, con số 70 tuổi có lẽ chỉ là mô tả ước lệ, nhằm cho thấy Triệu Vân đã già mà vẫn bền chí, quyết tâm ra trận.
Hình ảnh nhân vật Triệu Vân trong Tam Quốc Diễn Nghĩa được mô tả là viên tướng đánh trận dũng mãnh, quả cảm nhưng chắc chắn, tận tụy. Đặc biệt chân dung nhân vật Triệu Vân nổi bật trong trận Đương Dương - Trường Bản, như một đại anh hùng một mình cưỡi Bạch Long mã vừa bế A Đẩu vừa phá vây hàng vạn quân Tào.
Nhà văn mô tả rất ly kỳ hấp dẫn, đầy hào hùng và bất khuất. Người vợ đi theo trông coi A Đẩu không phải Cam phu nhân (mẹ đẻ A Đẩu) mà là My phu nhân (vợ cả Lưu Bị). My phu nhân đã bị thương mà Triệu Vân chỉ có một con ngựa, không thể cõng được cả ba người, vì vậy bà quyết định trao A Đẩu cho Triệu Vân rồi lao xuống giếng tự sát để khỏi vướng chân ông. Thấy My phu nhân vì đại nghĩa mà tráng liệt hy sinh, Triệu Vân vô cùng đau thương, ông bái lạy rồi buộc chặt A Đẩu vào lưng, cưỡi ngựa chạy đi tìm Lưu Bị. Dọc đường ông bị quân Tào bao vây, bèn lao thẳng vào đám quân Tào giết địch không biết bao nhiêu là kể, đâm chết hàng loạt tướng Tào (đa phần là nhân vật hư cấu). "Tào Tháo nói: - Thực là hổ tướng, ta nên bắt sống lấy. Liền sai ngươi tế ngựa đi truyền báo cho các nơi rằng: - Triệu Vân đi đến đâu, không ai được bắn lén, chỉ cốt bắt sống thôi. Nhờ lệnh ấy, Triệu Vân thoát được nạn. Đó cũng là phúc của A Đẩu nữa."
Do Tào Tháo ra lệnh không được dùng cung tên bắn lén nên quân Tào phải đánh trực diện với ông, nhưng không ai đủ sức địch nổi Triệu Vân. Sau khi chiến đấu một lúc lâu, Triệu Vân đột phá được trận "Bát môn kim tỏa" của quân Tào, vượt qua vòng vây trở về gặp Lưu Bị. Khi trở về, Lưu Bị đã vứt A Đẩu xuống đất mắng: "Vì mày suýt nữa ta mất một đại tướng!".
Trong trận đó, ông đã giết được 50 viên tướng Tào (đều là hư cấu), chặt gãy 2 lá cờ to, lấy được gươm báu Thanh Công (青釭) - Thanh gươm báu mạ vàng (hư cấu) của Tào Tháo, có thể chém gãy các loại binh khí - sau khi đâm chết nhân vật hư cấu Hạ Hầu Ân.
Bài thơ của nhà văn La Quán Trung ca ngợi nhân vật Triệu Vân một mình cứu chúa trong trận Đương Dương - Trường Bản:
Máu đỏ chan hòa áo giáp hồng
Đương Dương ai kẻ dám tranh hùng
Xưa nay cứu chúa xông trăm trận
Chỉ có Thường Sơn Triệu Tử Long
Đến khi tuổi già, Triệu Vân vẫn đích thân ra trận để tỏ lòng tận trung với Thục Hán, họ La có bài thơ ca ngợi ông như sau:
Một người một ngựa một cây thương.
Tuổi bảy mươi rồi sức vẫn cường.
Bốn tướng một tay khua sạch nhẵn.
Anh hùng nào khác trận Đương Dương

### Các chiến tích hư cấu
Triệu Vân lẫn Trần Đáo đều không có thành tích giao đấu tay đôi nào được ghi lại trong sử sách (các sử gia chỉ ghi rằng họ đã tham gia rất nhiều trận đánh và cũng đã đánh thắng nhiều trận, nhưng không ghi rõ tên các viên tướng địch mà họ đã đánh bại hoặc giết chết). Nhân vật Triệu Vân trong tiểu thuyết được mô tả đã dùng thương đâm chết rất nhiều nhân vật khác (cả lịch sử lẫn hư cấu):
- Giết chết Khúc Nghĩa khi theo giúp Công Tôn Toản: không có thật, vì chính sử ghi rằng Khúc Nghĩa là tướng giỏi của Viên Thiệu, liên tiếp đánh bại Công Tôn Toản ở Giới Kiều,[16] nhưng bị Thiệu xử tử vì quá kiêu căng.[17]
- Giết chết tướng cướp Bùi Nguyên Thiệu: dư đảng Khăn Vàng, nhân vật hư cấu.
- Giết chết tướng cướp Trương Vũ, cướp ngựa Đích Lư dâng cho Lưu Bị: Trương Vũ là một thủ lĩnh sơn tặc hư cấu.
- Giết chết cận vệ Hạ Hầu Ân của Tào Tháo, cướp gươm báu Thanh Công: Hạ Hầu Ân là một nhân vật hư cấu.
- Giết chết Thuần Vu Đạo tại Trường Bản: bộ tướng hư cấu của Tào Nhân.
- Giết chết Yến Minh tại Trường Bản: bộ tướng hư cấu của Tào Hồng.
- Giết chết Chung Tấn tại Trường Bản: bộ tướng hư cấu của Hạ Hầu Đôn.
- Giết chết Chung Thân tại Trường Bản: bộ tướng hư cấu của Hạ Hầu Đôn.
- Giết chết Cao Lãm tại Trường Bản: Cao Lãm là tướng của Viên Thiệu, cùng Trương Hợp bỏ Viên theo Tào. Năm chết và nguyên nhân chết không được ghi trong sử sách.
- Giết chết Hình Đạo Vinh: đại tướng hư cấu của Lưu Độ.
- Giết chết Trần Ứng: hiệu úy hư cấu của Triệu Phạm.
- Giết chết Bào Long: hiệu úy hư cấu của Triệu Phạm.
- Giết chết Lưu Tuấn khi đánh Tây Xuyên: bộ tướng hư cấu của Lưu Chương.
- Giết chết Mã Hán khi đánh Tây Xuyên: bộ tướng hư cấu của Lưu Chương.
- Giết chết Mộ Dung Liệt: bộ tướng hư cấu của Văn Sính.
- Giết chết Tiêu Bính  : tướng hư cấu của nhà Ngụy.
- Giết chết Chu Nhiên trong trận Di Lăng (222): Chu Nhiên là đại đô đốc Đông Ngô (kế tục Lục Tốn), chết năm 249 (sau khi Triệu Vân đã chết 20 năm).
- Giết chết Kim Hoàn Tam Kết: tướng hư cấu của Mạnh Hoạch.
- Giết chết Hàn Anh: tướng hư cấu của nhà Ngụy, con của nhân vật hư cấu Hàn Đức.
- Giết chết Hàn Giao: tướng hư cấu của nhà Ngụy, con của nhân vật hư cấu Hàn Đức.
- Giết chết Hàn Quỳnh: tướng hư cấu của nhà Ngụy, con của nhân vật hư cấu Hàn Đức.
- Giết chết Hàn Kỳ: tướng hư cấu của nhà Ngụy, con của nhân vật hư cấu Hàn Đức.
- Giết chết Hàn Đức: tướng hư cấu của nhà Ngụy, cha của các nhân vật hư cấu Hàn Anh, Hàn Giao, Hàn Quỳnh, Hàn Kỳ.
- Giết chết Tô Ngung: bộ tướng hư cấu của Quách Hoài.

Như vậy trong số các nhân vật mà Triệu Vân "đâm chết" trong tiểu thuyết, đa phần đều là nhân vật hư cấu, chỉ có ba người là nhân vật lịch sử: Chu Nhiên (mất sau Triệu Vân 20 năm), Cao Lãm (không biết năm mất, nguyên nhân mất), Khúc Nghĩa (bị Viên Thiệu xử tử).

## Trong văn hóa
Triệu Vân là hiện tượng đặc trưng nổi bật tại Trung Quốc phổ biến trong văn hóa, văn học, nghệ thuật và những giai thoại. Triệu Vân là một anh hùng nổi tiếng từ thời kỳ Tam Quốc, được dân gian khai thác truyền qua nhiều thế kỷ. Ông trở thành một cái tên quen thuộc do sự phổ biến của cuốn tiểu thuyết lịch sử Tam Quốc Diễn Nghĩa.

### Tôn giáo
Triệu Vân đôi khi xuất hiện như một vị thần cửa trong ngôi đền Trung Quốc và đạo giáo ở Hà Nam, cùng với "người anh vợ" là Mã Siêu.

### Truyện kể dân gian
Các câu chuyện dân gian kể rằng ông rất chung tình, có một người vợ tên Mã Vân Lộc. Bà vốn là em gái của Mã Siêu sau được gả cho Triệu Vân. Không chỉ sở hữu sắc đẹp nghiêng nước nghiêng thành, bà còn thành thạo cưỡi ngựa bắn cung, đặc biệt thương pháp của bà là vô song do được truyền thụ lại từ Mã gia.
Một câu truyện dân gian Trung Quốc nói về cái chết của Triệu Vân không được đề cập trong Tam Quốc Diễn Nghĩa. Trong câu chuyện này, Triệu Vân không bao giờ bị thương trong trận chiến trước đây, vì vậy không có vết sẹo nào trên cơ thể của mình. Một ngày, trong khi ông đang tắm, vợ ông nghịch ngợm châm ông với một cây kim may. Triệu Vân bắt đầu chảy máu đầm đìa và cuối cùng chết vì sốc.
Triệu Vân được kể là có mắt rồng, sống mũi diều hâu, lưng sói, tay vượn, cưỡi Bạch Long mã. Với cây "Long Đảm Lượng ngân thương" và bộ giáp màu bạc, Triệu Vân đã chinh chiến gần 40 năm, diệt hàng chục võ tướng địch và 2 lần cứu được ấu chúa, được người đời tôn xưng là "Thường thắng tướng quân".
Trong Tam quốc chí bình thoại, sau khi qua đời, Triệu Vân đã hiện về báo mộng cho Thừa tướng Gia Cát Lượng. Ông giãi bày nỗi hận rằng tuổi thọ của mình đã hết, không thể tiếp tục tận trung báo quốc được nữa: "Thừa tướng, Tử Long đã già rồi. Ước nguyện của Tiên đế, tôi không còn có thể tận lực thực hiện, đại nghiệp phục hưng Hán thất giờ chỉ dựa vào một mình Thừa tướng thôi. Tử Long chết không nhắm được mắt, Thừa tướng!"

### Phim và truyền hình
Sử sách không ghi chép về vũ khí và trang bị của Triệu Vân, nhưng do ảnh hưởng từ truyện kể dân gian nên các tác phẩm mỹ thuật, phim ảnh ngày nay thường mô tả Triệu Vân rất nổi bật với cây "Long Đảm Lượng ngân thương", cưỡi ngựa trắng và mặc bộ giáp màu bạc.
Năm 2008, Phim Hongkong Tam Quốc: Sự phục sinh của Rồng dựa trên câu chuyện trong tiểu thuyết Tam Quốc Diễn Nghĩa. Nó được đạo diễn bởi Lý Nhân Cảng và ngôi sao Hongkong Lưu Đức Hoa vào vai "Triệu Tử Long". Diễn viên đại lục Hồ Quân miêu tả Triêu Vân trong Đại chiến Xích Bích của đạo diễn Ngô Vũ Sâm, phần 2 của trận chiến sử thi trong phim Đại Chiến Xích Bích.
Những diễn viên đáng chú ý đã đóng vai Triệu Vân trong loạt phim truyền hình bao gồm:
Trương Sơn, Dương Phàm, Hầu Vĩnh Sinh trong Tam Quốc Diễn Nghĩa (1994).
Nhiếp Viễn trong Tam Quốc Diễn Nghĩa (2010).
Ban Kiệt trong Chung Cực Tam Quốc.
Lâm Canh Tân trong Võ thần Triệu Tử Long (2016).

### Trò chơi điện tử
Triệu Vân là một trong 5 hổ tướng được hầu hết người chơi chiêu mộ trong NES RPG Destiny of an Emperor.
Triệu Vân là nhân vật mở mặc định trong dòng game Dynasty Warriors và Warriors Orochi của hãng Koei. Ông thường xuất hiện nổi bật trên trang bìa của mỗi tiêu đề, và thường xuyên được sử dụng bởi các nhà phát triển trong ảnh chụp màn hình và các tài liệu quảng cáo cho bản phát hành sắp tới. Ông cũng xuất hiện trong dòng game chiến thuật Romance of the Three Kingdoms của hãng Koei.
Tướng có thể chơi được Xin Zhao trong trò chơi đấu trường trận chiến trực tuyến nhiều người chơi Liên Minh Huyền Thoại dựa trên Triệu Vân. Triệu Vân cũng xuất hiện như một nhân vật có thể chơi được trong Lost Saga, Honor of Kings, Arena of Valor, Heroes Evolved và Mobile Legends: Bang Bang. Sau này được đổi tên thành "Tử Long" (Zilong).
Triệu Vân xuất hiện với tư cách là một Anh hùng trong trò chơi đại chiến lược năm 2019 Total War: Three Kingdoms.
Triệu Vân xuất hiện như một Servant Rider-class lạc lõng trong trò chơi điện tử năm 2023 Fate/Samurai Remnant, cụ thể là trong DLC thứ ba có tựa đề: "Bailong and the Crimson Demon". Bảo Khí của anh, "Lone Charge at Changban" dựa trên những chiến công của anh trong Trận Trường Bản.